# C. G. Haenel
Die C. G. Haenel GmbH ist ein deutscher Waffenhersteller mit Sitz in Suhl.
1840 wurde von Carl Gottlieb Haenel die Vorgängergesellschaft des Unternehmens gegründet, die C. G. Haenel Waffen- u. Fahrradfabrik Suhl. Diese begründete mit dem unter Hugo Schmeisser entwickelten Maschinenkarabiner 42(H), die Waffenkategorie der Sturmgewehre die mit der Benennung des Sturmgewehr 44 Verbreitung fand. 1945 wurde die Firma C. G. Haenel unter sowjetischer Besatzung als eigenständiges Unternehmen aufgelöst und in den Volkseigenen Betrieb VEB Fahrzeug- und Jagdwaffenwerk „Ernst Thälmann“ überführt.
2008 wurde C. G. Haenel, ausgestattet mit Lizenz- und Markenrechten der historischen Vorgängergesellschaft, wiedergegründet. Das Unternehmen gehört über die zum arabischen Waffenhersteller Caracal International zugehörige Merkel-Gruppe indirekt zum Staatskonzern EDGE Group aus den Vereinigten Arabischen Emiraten.

## Geschichte

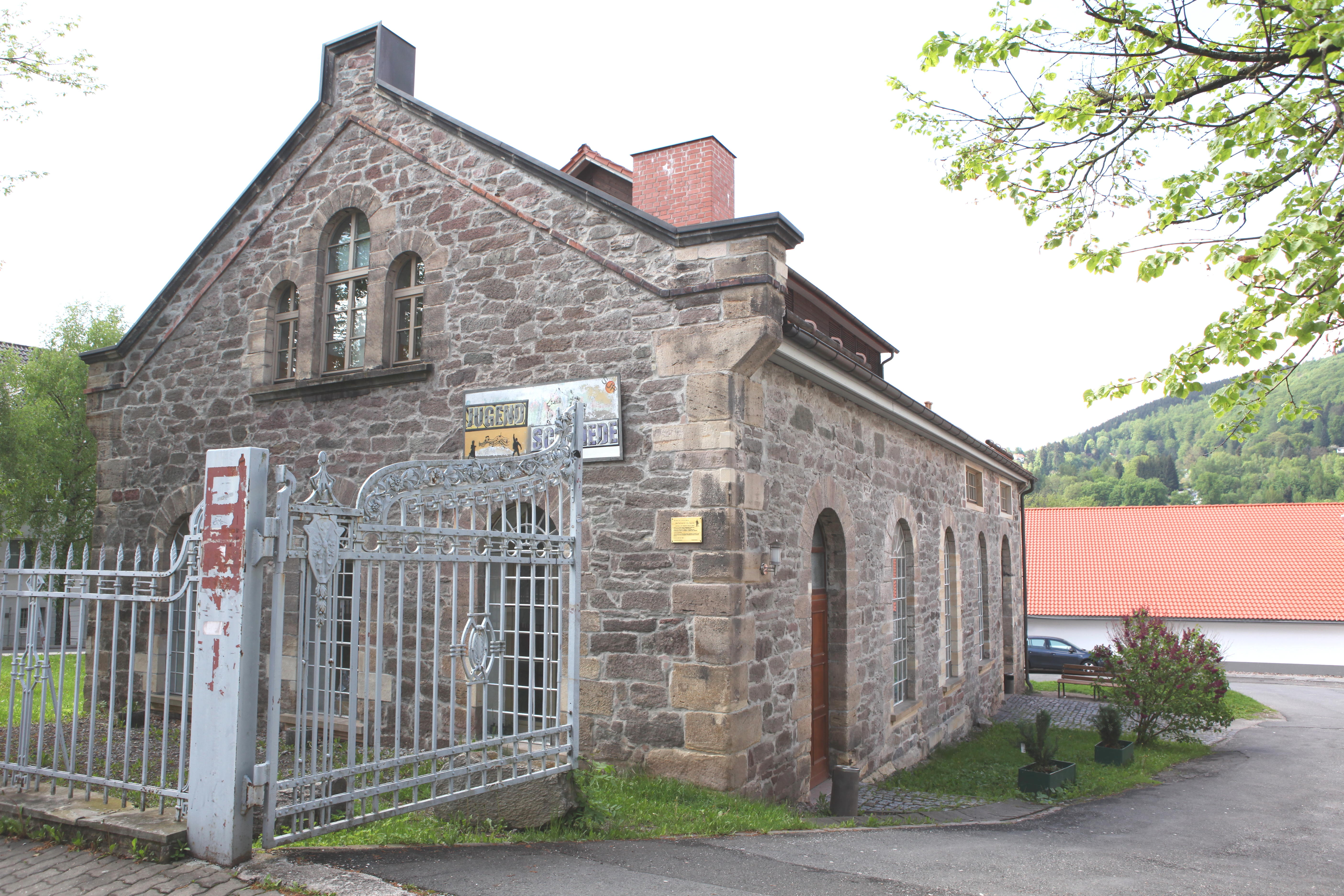
Alte Schmiede, erstes Fabrikgebäude in der Suhler Bahnhofstraße

Der Königlich Preußische Fabriken-Kommissar Carl Gottlieb Haenel gründete 1840 auf Anregung des Kriegsministeriums die C. G. Haenel Waffen- u. Fahrradfabrik Suhl ursprünglich als Institut zur Ausbildung von Militärbüchsenmachern. Anfangs wurden Infanteriegewehre hergestellt und ab 1896 begann Haenel mit der Produktion von Fahrrädern. Die Produktkombination Waffen und Fahrräder, war in dieser Zeit nicht unüblich, weil sie vergleichbare Produktionsmittel und Fertigkeiten erforderten. Auch Simson (Suhl) stellte sowohl Zweiräder als auch Waffen her.  Im Rahmen der Produktion verschiedener Infanteriegewehre wie dem Modell 1841, dem Modell 1871 oder dem Gewehr 88 war das Unternehmen Teil der „Productionsgenossenschaft Spangenberg, Sauer, Schilling und Haenel“. Im Jahr 1887 trat der Suhler Waffenkonstrukteur C. W. Aydt in das Unternehmen ein, um in einer eigens dafür gegründeten Sportwaffen-Abteilung seine Aydt-Scheibenbüchse und später mit gleichem System die Aydt-Scheibenpistole zu produzieren. Als das Deutsche Heer 1879 den Reichsrevolver M1879 und später M1883 einführte, verband sich Haenel für einige Zeit mit dem Sportwaffenfabrikanten V. Ch. Schilling als „Suhl Consortium“ und gewann einen Fertigungsanteil an dieser Auftrags-Produktion (Kennzeichnung: „VCS CGH Suhl“) des Reichsrevolvers. Haenel produzierte Jagdwaffen und auch Bajonette für das Deutsche Heer. Während des Ersten Weltkrieges stellte C. G. Haenel auch große Mengen des Mauser Modell 98 her.

### 1920 bis 1934

Historisches Logo

Mit dem Eintritt des Ingenieurs Hugo Schmeisser 1921 wurden zunächst Taschenpistolen nach Schmeisser-Patenten gefertigt. Gleichzeitig begann damit die Ära der automatischen Waffen bei Haenel: Trotz des Verbotes durch den Versailler Vertrag entwickelte Schmeisser Maschinenpistolen. Hugo Schmeisser war der Sohn des berühmten Waffenkonstrukteurs Louis Schmeisser, der bei Bergmann in Suhl Maschinengewehre entwickelt hatte. Hugo Schmeisser hatte bei Bergmann gelernt und dabei viel Wissen über automatische Waffen angesammelt – er wurde später auch als „Vater des automatischen Karabiners“ bezeichnet. Über die Lizenzvergabe der Schmeisserschen Entwicklungen an ausländische Waffenhersteller kam es 1919 zum Bruch zwischen ihm und der Familie Bergmann. Gemeinsam mit seinem Bruder Hans Schmeisser hatte Hugo Schmeisser 1919 das Unternehmen „Industriewerk Auhammer Koch und Co.“ in Suhl gegründet. In diese Zeit fiel der erste Kontakt zu Haenel, der den Beginn einer 20 Jahre währenden Zusammenarbeit darstellte. Zur Absicherung seiner Patentrechte gründete Hugo Schmeisser im Sommer 1922 ein zweites Unternehmen unter der Firma „Gebrüder Schmeisser“ in Suhl. Damit sollte verhindert werden, dass Schmeisser bei einem Konkurs von Auhammer sämtliche Patente verloren gingen. Da auch Haenel in wirtschaftlichen Schwierigkeiten steckte, traten im Frühjahr 1925 die Brüder Schmeisser als Prokuristen ein. Haenel übernahm Auhammer mit sämtlichen Aktiva und Passiva, womit ein Konkurs des Unternehmens verhindert werden konnte. Die Brüder Schmeisser blieben Prokuristen von Haenel, obwohl sie Anteilseigner und faktisch geschäftsführende Gesellschafter des Unternehmens waren.
Trotz der Bestimmungen des Versailler Vertrages liefen die Entwicklung und der Test von Maschinenpistolen bei Haenel weiter. Im Jahr 1928 wurde die aus der MP18 weiterentwickelte MP28 vorgestellt. Die MP28 benutzte ein 32-schüssiges Stangenmagazin. Die MP28 war ebenfalls ein zuschießender Rückstoßlader mit Masseverschluss. Die Waffe kam nach 1928 bei der deutschen Polizei zum Einsatz. Über einen Lizenzvertrag mit dem belgischen Unternehmen Bayard erfolgten Lieferungen nach Südafrika, Spanien, die Republik China und Japan. Noch fast zehn Jahre später kam die MP28 im spanischen Bürgerkrieg zum Einsatz. Trotz der konstruktiven Erfolge von Hugo Schmeisser geriet Haenel in den Jahren 1929 bis 1934 mehrmals in Konkursgefahr.

### 1935 bis 1944
Um an den zu erwartenden staatlichen Rüstungsaufträgen nach der Machtübernahme der Nationalsozialisten von 1933 entscheidend Anteil zu haben, schlossen sich 1934 die zehn Suhler und Zella-Mehlisser Waffenbetriebe zu einer Vereinigung unter dem Namen „Vereinigte Suhl-Zella-Mehlisser Waffenfabriken“ zusammen. Diese Vereinigung organisierte die direkten Beziehungen zu den Dienststellen der Heeresverwaltung. Die einzelnen Waffenfabriken aus Suhl errichteten darüber hinaus eigene Büros in Berlin. Die Heereszeugämter kennzeichneten Haenel-Produkte mit dem Abnahmestempel (fxo).
Nach 1935 erlebte Haenel in der Waffenproduktion einen enormen Aufschwung. Im Gegensatz zu vielen anderen Konstrukteuren partizipierten die Brüder Schmeisser über Lizenzgebühren und Anteile persönlich am Geschäft.
Ab 1938 wurde bei Haenel eine neue automatische Waffe mit einem ebenfalls neuen Kaliber entwickelt. Diese neue automatische Waffe hatte eine Kurzpatrone, Kaliber 7,92 × 33 mm. Die Waffe sollte sich durch höhere Leistung von der MP38/40 absetzen und unter sparsamer Verwendung von Material in hoher Stückzahl produziert werden. Es entstand im spanlosen Blechformverfahren, die so genannte Blechprägetechnik und mit ihrer Hilfe der erste Maschinenkarabiner der Welt. Diese Waffe wurde zuerst unter der Bezeichnung Mkb42 bekannt, in der Folge unter MP43. Bereits 1943 wurden 10.000 Stück für die Front produziert, doch Hitler verbot im gleichen Jahr Weiterentwicklung und Produktion. Erst 1944, als die neue Waffe im Truppenversuch einen durchschlagenden Erfolg hatte, genehmigte Hitler die Massenproduktion des inzwischen in MP44 umbenannten Gewehrs. Im April 1944 erhielt die neue Waffe die Bezeichnung „Sturmgewehr 44“.

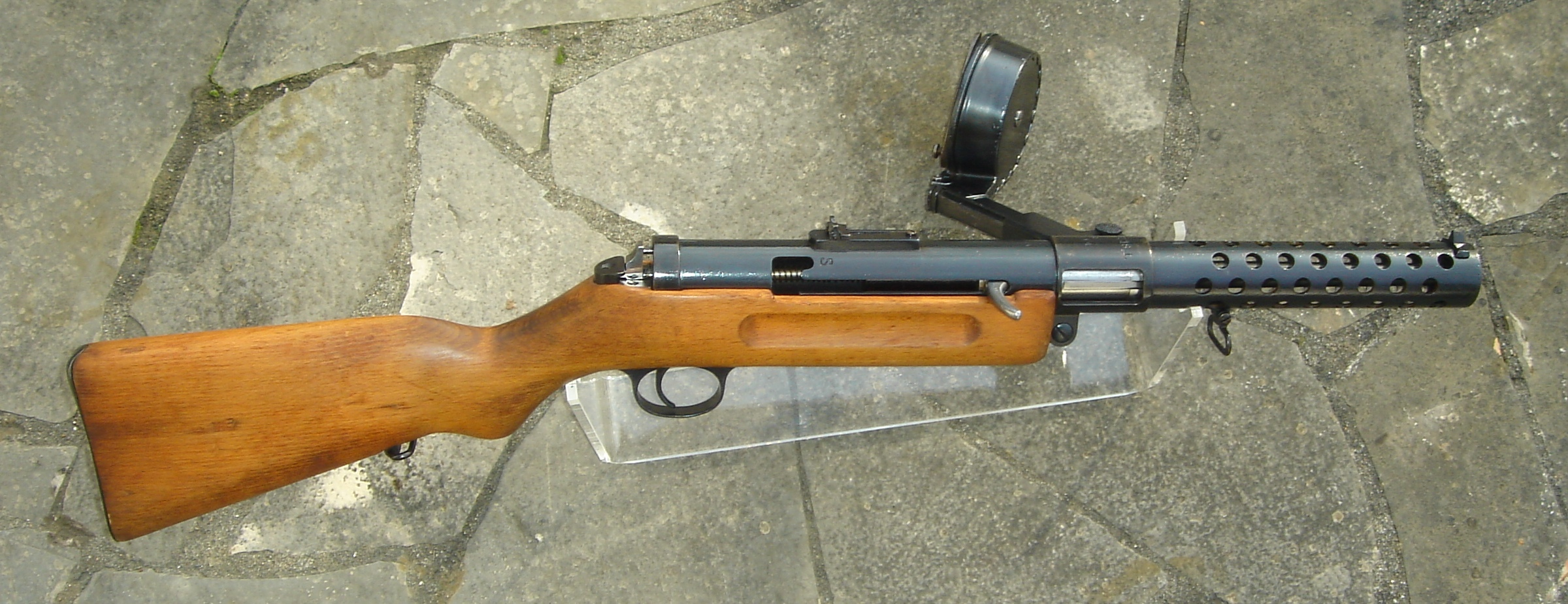
MP18
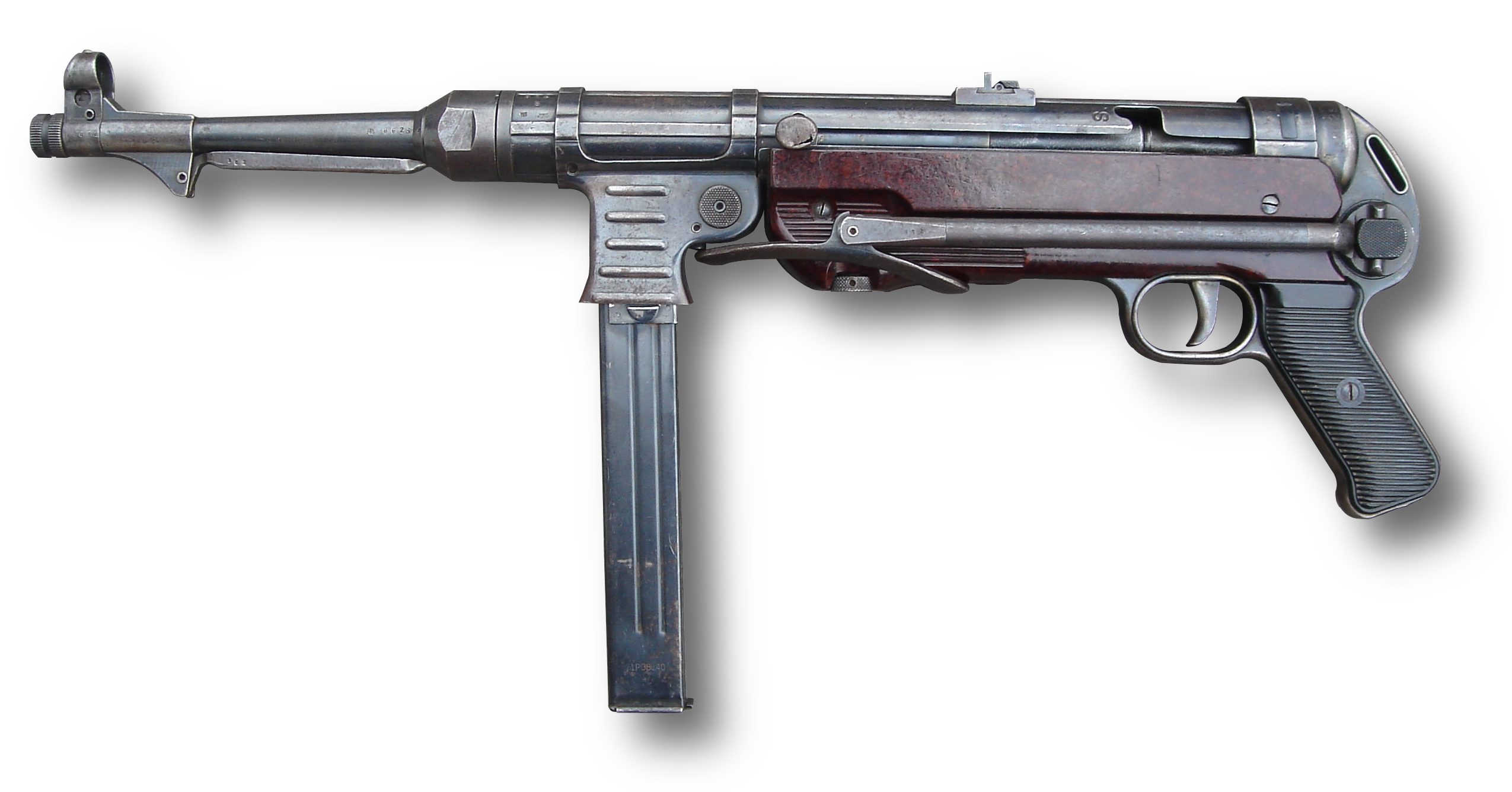
MP40
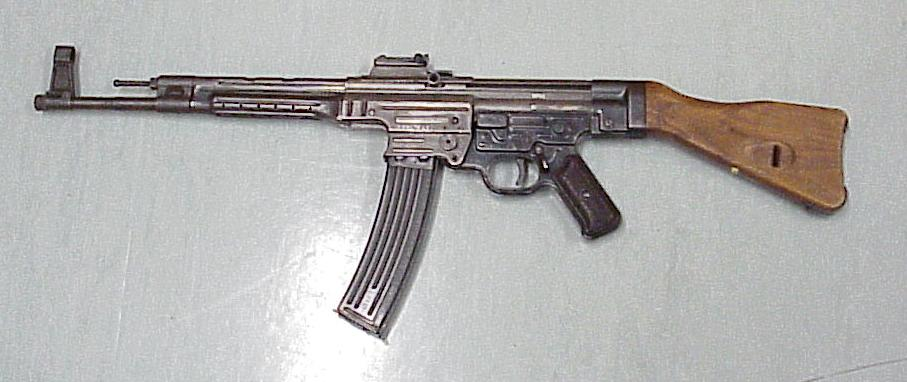
Sturmgewehr 44

### 1945
Am 3. April 1945 besetzten Truppen der United States Army die Stadt Suhl und verhängten für alle Waffenfabriken ein Produktionsverbot. Ende Juni 1945 räumten die Amerikaner Thüringen, und die Rote Armee besetzte das Werk. Im August 1945 wurden 50 Sturmgewehre 44 aus vorhandenen Teilen zusammengebaut und von der Roten Armee zur technischen Auswertung in die Sowjetunion überstellt, außerdem 10.785 Blatt technische Zeichnungen zur Fertigung von Militärwaffen.

### Haenel in der Zeit der DDR
Nach dem Zweiten Weltkrieg wurden die Haenel Werke von den Alliierten als Rüstungsbetrieb eingestuft, das Werk 1946 weitgehend demontiert und als Reparationszahlung in die Sowjetunion transportiert. Mit dem VEB Fahrzeug- und Jagdwaffenwerk „Ernst Thälmann“ Suhl begann Ende der 1940er-Jahre wieder die Waffenproduktion in Suhl. Unter der Marke Haenel Suhl wurden nach dem Krieg unter anderem Luftgewehre und Jagdkarabiner hergestellt.

### Haenel ab 2008

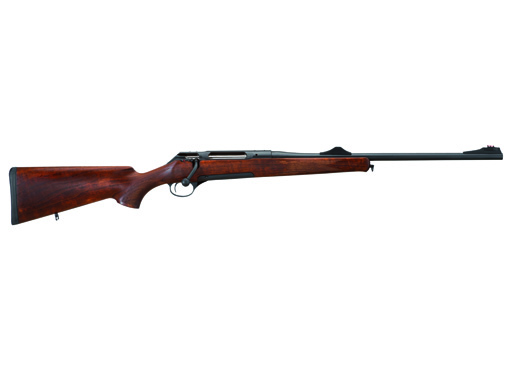
Repetierbüchse Jaeger.10

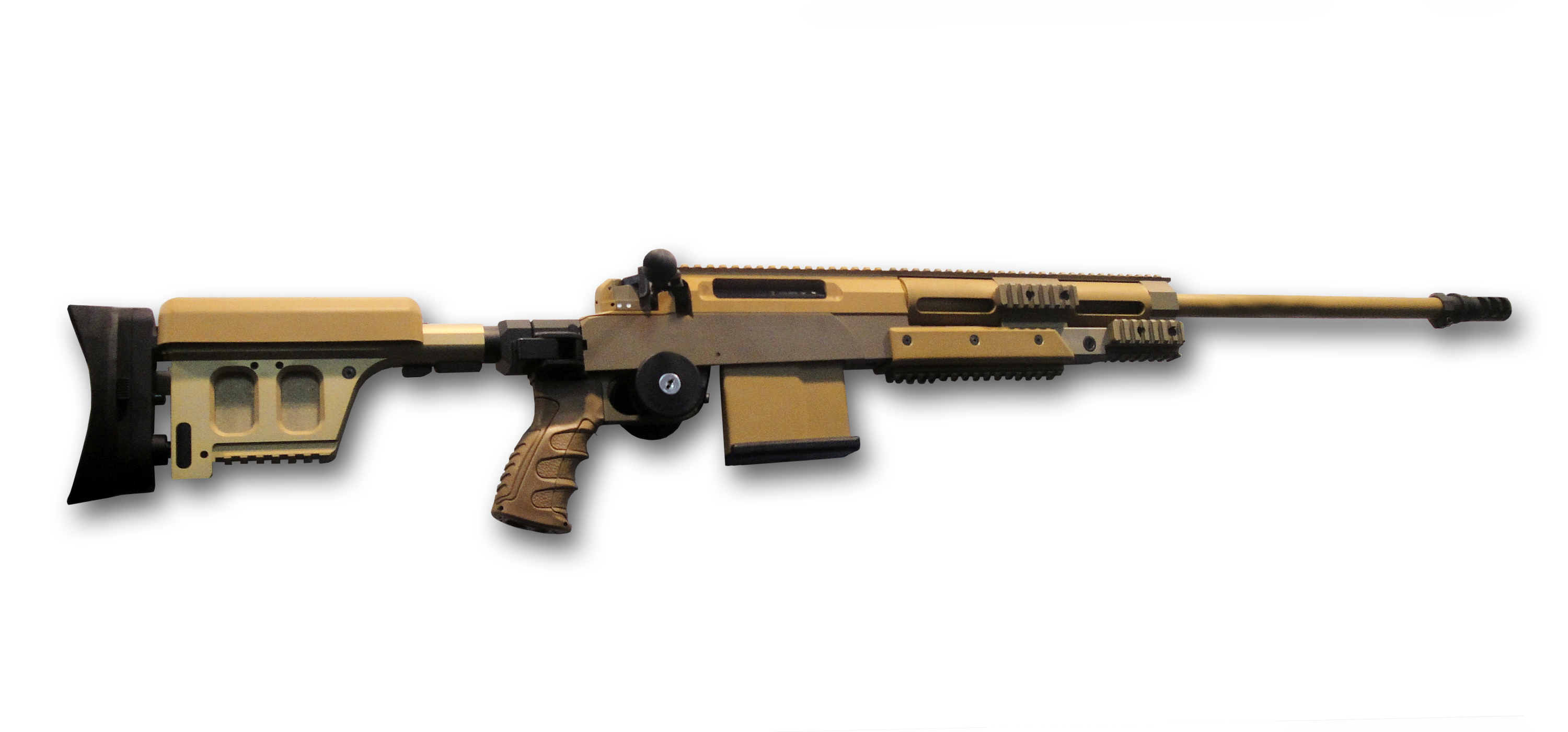
Scharfschützengewehr RS9 (Gewehr G29)

2008 wurde das Unternehmen unter altem Namen neu gegründet.
Seither gehört C. G. Haenel zur Merkel-Gruppe, die wiederum dem arabischen Waffenhersteller Caracal International
gehört (letztlicher Aktionär ist die EDGE Group mit Sitz in Abu Dhabi, UAE).
Damit stehen C.G. Haenel als Kerntechnologie des Handfeuerwaffenbaus zwei leistungsfähige Laufschmiedemaschinen zur Verfügung. Erstes Produkt des Unternehmens war 2008 das Präzisionsgewehr-System RS8, 2009 die größere Variante RS9 im Kaliber .338 Lapua Magnum. 2009 wurde ein Sortiment von Kipplauf-Jagdgewehren der Serie Jaeger.8 präsentiert. 2010 zeigt Haenel auf der Internationalen Waffenausstellung IWA in Nürnberg den Repetierer Jaeger.10, die ursprünglich von Heckler & Koch entwickelte Selbstladebüchse SLB 2000+, die Kipplaufbüchse Jaeger.9 sowie die Bockflinte Jaeger.11 und ist damit Komplettsortimenter für Jagdgewehre.
Im Februar 2016 wurde das „Haenel RS9“ als neues Scharfschützengewehr mittlerer Reichweite G29 für die Bundeswehr ausgewählt. Im November 2016 lieferte Haenel das Selbstladegewehr CR223 an die Hamburger Polizei. Es hatte Probleme mit der von der Hamburger Polizei verwendeten Spezialmunition und wird bei Haenel nachgearbeitet. Im Jahr 2018 hatte das Unternehmen laut Geschäftsbericht neun Arbeitnehmer und erwirtschaftete 7,15 Millionen Euro bei einem Verlust von 485.000 Euro, die die Muttergesellschaft, die Merkel Jagd- und Sportwaffen GmbH übernahm.
Im Januar 2019 wurde bekannt, dass Haenel und Heckler & Koch die verbliebenen Anbieter in der Ausschreibung um die Nachfolgewaffe des Standard-Bundeswehrgewehrs G36 waren. Das Bundesverteidigungsministerium hatte seit April 2017 ein neues Sturmgewehr für die Bundeswehr ausgeschrieben. Als Nachfolger des G36 sollten 120.000 Sturmgewehre ab 2020 ausgeliefert werden. Verschiedene Waffenhersteller zogen ihre Teilnahme am Bieterverfahren zurück. Die Beschaffungsentscheidung sollte ursprünglich im 2. Quartal 2020 getroffen werden. Im September 2020 wurde bekannt, dass Haenel mit dem MK 556 Ausschreibungssieger ist. Der Vergabeprozess des rund 250 Millionen Euro umfassenden Auftrags war damit noch nicht beendet. Anfang Oktober 2020 wurde der Zuschlag wegen eines Formfehlers beim Vergabeverfahren zurückgezogen. Nach einer Entscheidung des Bundesministerium der Verteidigung (BMVg) wurde Haenel im März 2021 vom Auswahlverfahren zur Produktion einer Ordonnanzwaffe der Bundeswehr ausgeschlossen. Es soll zu illegalen Preisabsprachen zwischen dem Beschaffungsamt der Bundeswehr und Haenel gekommen sein. Interne Gutachten bescheinigten dem MK 556 schlechtere Eigenschaften als die des Gewehrs vom Konkurrenten, Heckler und Koch. Diese Fakten sollen unterschlagen worden sein. Im Jahr 2022 scheiterte Haenel mit einer Beschwerde in letzter Instanz vor dem Oberlandesgericht Düsseldorf.
Im Dezember 2022 stellte das Oberlandesgericht Düsseldorf fest, dass Haenel im Falle des Selbstladegewehrs CR 223 Patentrechte von Heckler & Koch verletzt habe und dieses in Deutschland nicht mehr herstellen und vertreiben dürfe. Damit muss Haenel alle Waffen dieses Modells, die sich noch im Besitz des Unternehmens befinden, vernichten lassen und weiterhin alle ausgelieferten Waffen von seinen gewerblichen Kunden gegen Entschädigungszahlung zurückfordern. Von diesem Rechtsstreit ist das Sturmgewehr MK 556 nicht betroffen, sondern nur das Selbstladegewehr CR 223. Erfolgte Lieferungen an Polizeieinheiten in Hamburg und Sachsen seien hiervon größtenteils nicht betroffen, da sich das Urteil des OLG Düsseldorf nur auf Waffen bezöge, die vor April 2018 ausgeliefert wurden.

## Produkte
- MP38/MP40
- Reichsrevolver M/79 / M/83 (Co-Produktion)
- Bergmann MP28/II (Co-Produktion)
- Mauser Gewehr 98 (Im Ersten Weltkrieg 1914–1918)
- Haenel 303
- Haenel RS8
- Haenel Jaeger NXT
- Haenel CR 223
- Sturmgewehr 44
- Haenel MK 556
- Scharfschützengewehr G29